# ASD Verona Women
ASD Verona Women – włoski klub piłki nożnej kobiet, mający siedzibę w mieście Werona, na północy kraju. W 2018 roku zaprzestał działalności, przekazując tytuł sportowy dla Women Hellas Verona.

## Historia
Chronologia nazw:
- 1995: S.S. Calcio Femminile Bardolino
- 2007: A.S.D. Calcio Femminile Bardolino Verona
- 2013: A.S.D. AGSM Verona F.C. Grezzana
- 2015: A.S.D. AGSM Verona Calcio Femminile
- 2018: A.S.D. Verona Women
- 2018: rozwiązano – po przekazaniu licencji dla Women Hellas Verona

Klub piłkarski S.S. Calcio Femminile Bardolino został założony w mieście Werona w 1995 roku. W sezonie 1995/96 startował w mistrzostwach regionalnych Veneto. W 1997 awansował do Serie B, a w sezonie 1997/98 zajął pierwsze miejsce w grupie B i zdobył promocję do Serie A. W 1974 roku klub został sekcją piłki nożnej kobiet S.S. Lazio, przyjmując obecną nazwę S.S. Lazio Calcio Femminile w 1981 roku.
W sezonie 2001/02 osiągnął pierwszy swój sukces, jako finalista Pucharu zdobywając Superpuchar kraju, a w 2005 pierwszy tytuł mistrzowski. W 2005 również debiutował w rozgrywkach Pucharu UEFA Kobiet.
W 2007 po połąćzeniu z lokalnym rywalem C.S. A.A. Pupi zmienił nazwę na A.S.D. Calcio Femminile Bardolino Verona. W 2009 klub zdobył trzy trofea krajowe - mistrzostwo, Puchar i Superpuchar i dotarł do ćwierćfinału. W 2013 klub połączył się z A.S.D. Atletico Grezzana C5 i od września stał się mianować A.S.D. AGSM Verona F.C. Grezzana. W 2015 przyjął obecną nazwę A.S.D. AGSM Verona Calcio Femminile. Latem 2018 klub zmienił nazwę na ASD Verona Women. 
We wrześniu 2018 roku po przekazaniu licencji dla A.S.D. Verona Women klub został rozwiązany. 

## Sukcesy

### Trofea międzynarodowe
- Liga Mistrzyń UEFA:
  - półfinalista (1): 2007/08

### Trofea krajowe
- Serie A (I poziom):
  - mistrz (5): 2004/05, 2006/07, 2007/08, 2008/09, 2014/15
  - wicemistrz (4): 2005/06, 2009/10, 2011/12, 2015/16

- Serie B (II poziom):
  - mistrz (1): 1996/97 (grupa B)

- Puchar Włoch:
  - zdobywca (3): 2005/06, 2006/07, 2008/09
  - finalista (4): 2000/01, 2007/08, 2012/13, 2015/16

- Superpuchar Włoch:
  - zdobywca (4): 2001, 2005, 2007, 2008
  - finalista (2): 2006, 2009

## Stadion
Klub rozgrywa swoje mecze domowe na stadionie Aldo Olivieri w Weronie, który może pomieścić 2900 widzów.

## Piłkarki
| Nr | Poz. | Piłkarz             |
| -- | ---- | ------------------- |
| 1  | BR   | Anke Preuss         |
| 3  | OB   | Kim Dolstra         |
| 4  | PO   | Aurora Galli        |
| 5  | OB   | Marta Carro         |
| 6  | OB   | Federica Di Criscio |
| 8  | NA   | Melania Gabbiadini  |
| 9  | NA   | Sophia Koggouli     |
| 10 | PO   | Manuela Giugliano   |
| 12 | BR   | Camilla Forcinella  |
| 13 | OB   | Lisa Boattin        |
| 14 | PO   | Angelica Soffia     |

| Nr | Poz. | Piłkarz               |
| -- | ---- | --------------------- |
| 15 | OB   | Sofia Meneghini       |
| 17 | NA   | Veronica Pasini       |
| 18 | NA   | Martina Piemonte      |
| 19 | PO   | Elena Nichele         |
| 20 | PO   | Dominique Bruinenberg |
| 21 | NA   | Carolina Poli         |
| 22 | OB   | Michela Rodella       |
| 24 | OB   | Paige Williams        |
| 25 | OB   | Caterina Ambrosi      |
| 26 | OB   | Camilla Pavana        |
| 31 | BR   | Gaëlle Thalmann       |